# Hind Rajab
Hind Rajab (arabisch هند رجب, DMG Hind Raǧab; geboren am 3. Mai 2018 in Gaza-Stadt; gestorben am 29. Januar 2024 ebenda) war ein palästinensisches Mädchen, das bei einer Militäraktion der israelischen Armee im Gazastreifen im Alter von fünf Jahren getötet wurde. Die Umstände ihres Todes sorgten für internationales Aufsehen und wurden mehrfach recherchiert und dokumentiert, so etwa von der Washington Post und von Forensic Architecture. Hind ist eines von rund 14.000 Kindern, die nach übereinstimmenden Meldungen mehrerer Medien weltweit während des Konflikts in Gaza bis Dezember 2024 ums Leben kamen.

## Flucht und Tod
Während der Kriegshandlungen in Israel und Gaza forderten die israelischen Streitkräfte (IDF) am 29. Januar 2024 die Menschen in Gaza-Stadt auf, die westlichen Gebiete zu verlassen und entlang der Küstenstraße nach Süden zu ziehen. Die Mutter von Hind Rajab, Wissam, berichtete später, dass ihre Familie ab dem frühen Morgen vor heftigem Beschuss aus dem Viertel Tel al-Hawa in Gaza-Stadt von Ort zu Ort geflohen sei, da der Weg nach Süden durch Trümmer blockiert gewesen sei. Schließlich beschloss die Familie, zum al-Ahli-al-Arabi-Krankenhaus im Osten der Stadt zu fliehen, in der Hoffnung, dort Zuflucht zu finden.
Während sich die Mutter Wissam mit einem älteren Kind zu Fuß aufmachte, erhielt ihre Tochter Hind einen Platz im Kleinwagen von Verwandten. Gemeinsam mit sechs weiteren Insassen saß sie in diesem Wagen, als darauf geschossen wurde. Dabei wurden Hind Rajabs Tante, Onkel und drei ihrer Kinder getötet. Hind und ihre 15-jährige Cousine Layan Hamadeh überlebten diesen Angriff zunächst. Gegen 14:30 Uhr telefonierte Layan mit der Palästinensischen Rothalbmondgesellschaft (PRCS) im über 100 Kilometer entfernten Ramallah; der Kontakt wurde über einen Verwandten hergestellt, der in Deutschland lebt. Sie berichtete von einem Panzer neben dem Auto, von dem aus auf den Wagen geschossen werde, und bat eindringlich um Hilfe. Während des Telefonats wurde sie getötet, und PRCS-Mitarbeiter führten das Gespräch nun mit Hind fort, die erklärte, dass alle anderen im Auto tot seien. Sie wurde angewiesen, sich weiterhin im Fahrzeug zu verstecken, bis sie von einem Krankenwagen gerettet werde.
Hind Rajab blieb danach dreieinhalb Stunden lang telefonisch in Verbindung mit den PRCS-Disponenten, die versuchten, das verängstigte Kind zu beruhigen. Das gesamte Telefongespräch wurde später von der PRCS veröffentlicht. Nach dem Vorfall erklärte die PRCS gegenüber der BBC, dass es mehrere Stunden gedauert habe, den Zugang zum Fahrzeug mit der israelischen Armee zu koordinieren, um Sanitäter zu Hind zu schicken. Diese seien jedoch bei ihrer Ankunft vor Ort beschossen worden. Hinds Familie und die beiden Sanitäter Yusuf Zeino und Ahmed Al-Madhoun galten zunächst als verschollen.
Der Palästinensische Rote Halbmond nutzte seine Social-Media-Accounts, um mehrere Tage lang Fotos von den beiden Sanitätern und von Hind zu posten und gleichzeitig um Informationen über ihren Aufenthaltsort zu bitten. Zwei Wochen später, nach dem Rückzug der israelischen Armee, wurden die sterblichen Überreste der Sanitäter geborgen, zusammen mit den Leichen von Hind und ihrer Familie in dem 50 Meter entfernt stehenden Kleinwagen. Beide Fahrzeuge waren stark beschädigt. Ein Sprecher der PRCS berichtete, dass alle Leichen Anzeichen von Beschuss und Granateneinschlägen aufgewiesen hätten. Er vertrat die Ansicht, der Krankenwagen sei vorsätzlich beschossen worden, nachdem das israelische Militär eigentlich eine Freigabe zur Durchfahrt erteilt hätte.
Mehrere Nachrichtenagenturen baten das israelische Militär um eine Stellungnahme. Am 2. Februar teilte die Armee Reportern von CNN mit, sie sei „mit dem Vorfall nicht vertraut“. Als es drei Tage später erneut kontaktiert wurde, teilte das Militär mit, dass es „den Vorfall noch nicht untersucht“ habe.
Hind Rajab ist nach den Angaben von UNICEF eines von bis zu 14.000 Kindern, die in den ersten zwölf Monaten des Konflikts in Gaza ums Leben gekommen sind. Als Kinder gelten nach der Definition der Vereinten Nationen (UNO) Personen unter 18 Jahren.

## Recherchen
Die IDF lehnten die Verantwortung für den Beschuss auf die Familie von Hind Rajab und auf den Krankenwagen ab und erklärten, ihre Truppen hätten sich nicht einmal in der Nähe der beiden Fahrzeuge befunden. Im April 2024 veröffentlichte Recherchen der Washington Post, basierend auf Aufzeichnungen von Disponenten, Fotos und Videos vom Vorfallsort, Satellitenbildern, Interviews und Gesprächen mit Militär-, Satelliten-, Munitions- und Audioexperten, widersprachen dieser Darstellung; es seien in Wirklichkeit über ein Dutzend gepanzerte israelische Fahrzeuge im Umkreis von einer Viertelmeile um das Auto der Familie anwesend gewesen, und die Schussgeräusche aus dem Telefonat sowie die Fotos der Einschusslöcher im Auto stimmten mit von der israelischen Armee eingesetzten Panzern und Waffen überein. Die USA forderten daraufhin weitere Antworten von Israel.
Fast fünf Monate nach dem tödlichen Vorfall veröffentlichte Forensic Architecture, eine multidisziplinäre Forschungsgruppe, im Auftrag von Al Jazeera eine detaillierte Untersuchung. Man habe 335 Einschusslöcher in der rechten Außenseite des Kleinwagens der Familie festgestellt. Die Analyse des Telefonanrufs von Layan ergab 64 Schüsse in nur sechs Sekunden, die nur mit israelischen Waffen hätten abgefeuert werden können, wobei der Panzer sich schätzungsweise zwischen 13 und 23 Meter vom Auto entfernt befunden hätte. Bei einer solchen Entfernung erscheine es als nicht plausibel, dass der Schütze nicht habe sehen können, dass das Auto mit Zivilisten, einschließlich Kindern, besetzt war. Bei dem Panzer habe es sich mutmaßlich um einen israelischen Merkava gehandelt.
Der Euro-Mediterranean Human Rights Monitor vertrat die Ansicht, die Tötung von Hind Rajab und den Sanitätern sei nach ersten Recherchen vorsätzlich erfolgt. Nach Meinung vom Menschenrechtsrat der Vereinten Nationen engagierter Experten könnte der Vorfall ein Kriegsverbrechen sein.
Im Oktober 2024 berichtete Sky News unter Berufung auf einen Experten von Jane’s Information Group, dass der Schaden am Krankenwagen auf einen Treffer mit einer „großkalibrigen Waffe“ zurückzuführen sei. Der Bericht wies darauf hin, dass die IDF zwar behaupteten, zum Zeitpunkt des Vorfalls nicht in dem Gebiet gewesen zu sein, zwölf Tage nach dem Vorfall aber in einer Pressemitteilung – möglicherweise versehentlich – hatten verlauten lassen, dass die IDF „in den letzten zwei Wochen“ in dem betreffenden Stadtteil „Razzien gegen Terrorziele“ durchgeführt hätten. Weitere Nachforschungen von Sky News ergaben, dass auf Satellitenbildern vom 29. Januar, dem Tag des Angriffs, mindestens 15 Militärfahrzeuge im Viertel Tel al-Hawa zu sehen waren, wobei sich gegen 16.30 Uhr – etwa eine Stunde vor der Genehmigung des Krankenwageneinsatzes durch die Armee – das nächstgelegene Fahrzeug 300 Meter vom Ort des späteren Angriffs auf den Krankenwagen entfernt befunden habe.
Mit Bezug auf diesen Bericht wurde der Pressesprecher des US-Außenministeriums, Matthew Miller, bei einer Pressekonferenz im Oktober 2024 befragt: 254 Tage nach dem Tod von Hind Rajab und ihrer Familie sagten die IDF weiterhin, so der fragende Journalist, dass sie nicht in diesem Gebiet gewesen seien, was Sky News durch eigene Recherchen widerlegt habe. Die IDF hätten dem widersprochen und zudem angegeben, dass es keine Untersuchung dieses Vorfalls gebe, obwohl dies den USA zugesagt worden sei. Miller antwortete, dass er sich nicht zu einzelnen Vorfällen äußern könne, man aber mit verschiedenen Gruppen im Gespräch sei. Bei einer folgenden Pressekonferenz am 3. Dezember 2024 antwortete Miller auf Nachfrage, dass es kein „Update“ gebe.
Am 3. Mai 2025, dem Tag, an dem Hind ihren siebten Geburtstag gefeiert hätte, gab die Hind-Rajab-Stiftung bekannt, dass sie den Kommandeur des Bataillons, das für Hinds Tod verantwortlich sei, als Oberstleutnant Beni Aharon von der 401. Panzerbrigade identifiziert habe, und reichte eine Strafanzeige wegen Kriegsverbrechen gegen ihn beim Internationalen Strafgerichtshof ein.

## Erinnerung und Rezeption
Die pro-palästinensische Bewegung March 30 Movement gründete zu ihrem Andenken die Hind-Rajab-Stiftung. Diese sieht ihre Hauptaufgabe darin, rechtliche Schritte gegen die Verantwortlichen für Kriegsverbrechen und Menschenrechtsverletzungen einzuleiten, „die der israelische Staat an den Palästinensern begeht“. Zur Identifizierung der Täter setzt die Stiftung häufig von israelischen Soldaten selbst ins Netz gestellte Bilder und Videos ein. Am 13. Februar 2024 reichte die Menschenrechtsgruppe Justice For All beim Internationalen Strafgerichtshof (IStGH) eine Klage ein, in der die israelische Armee wegen der Tötung von Hind Rajab mehrerer Kriegsverbrechen beschuldigt wird. Nach Meinung vom Menschenrechtsrat der Vereinten Nationen engagierter Experten könnte der Vorfall ein Kriegsverbrechen sein.
Der Militärkorrespondent und Geheimdienstanalyst Yonah Jeremy Bob forderte in der konservativ-liberalen israelischen Tageszeitung Jerusalem Post Mitte April 2024 eine „echte Antwort“ auf die Tötung von Hind Rajab. In seiner Analyse schrieb er, es scheine wahrscheinlich, dass die IDF sowohl in Echtzeit als auch bei ihrer ersten Untersuchung und Reaktion Fehler gemacht habe. Wenn das zutreffe, könnte die Korrektur dieser Fehler innerhalb von Tagen statt Monaten den Unterschied ausmachen zwischen einer schweren Schädigung der ohnehin angeschlagenen Legitimität Israels weltweit und der Wahrnehmung als eine unvollkommene Demokratie, die Fehler schnell korrigiere und eingestehe.
Owen Jones, Kolumnist des Guardian, äußerte im August 2024 aufgrund der Telefonaufzeichnungen und der Untersuchungen von Forensic Architecture die Überzeugung, dass die Tötungen der Familie von Hind Rajab vorsätzlich erfolgt seien. Der israelische Staat habe seine übliche Strategie nach dieser Gewalttat angewandt: leugnen, ablenken, täuschen und warten, bis sich die öffentliche Aufmerksamkeit einer anderen Angelegenheit zuwendet.
Im April 2024 besetzten pro-palästinensische Studenten, die an einer Campusbesetzung an der Columbia University in New York City teilnahmen, ein akademisches Gebäude auf dem Campus der Universität in Morningside Heights. Die Studenten entrollten ein Transparent, auf dem sie das Gebäude in „Hind’s Hall“ umbenannten. Am 16. Mai besetzten Studenten der UC Berkeley ein verlassenes historisches Gebäude auf dem Campus und benannten es in „Hind’s House“ um.
Im Mai 2024 veröffentlichte der amerikanische Rap-Künstler Macklemore Hind’s Hall, einen Protestsong zu Ehren Rajabs und zur Unterstützung der Studentenproteste. Er erklärte, dass alle Einnahmen aus den Streams an das Hilfswerk der Vereinten Nationen für Palästina-Flüchtlinge im Nahen Osten (UNRWA) gehen würden. Im September 2024 folgte Hind’s Hall 2, dessen Erlös ebenfalls an das UNRWA gehen soll.
Nach Meinung des Artikels Helfer im Fadenkreuz in der Süddeutschen Zeitung vom Juli 2024 über Mitarbeiter von Hilfsorganisationen, die Opfer israelischer Angriffe werden, habe der Fall in Deutschland kaum Beachtung gefunden. Im Juli 2024 schrieb der deutsche Journalist Daniel Bax unter der Überschrift Auf einem Auge blind: Deutsche Medien und der Gazakrieg in Blätter für deutsche und internationale Politik, Hind Rajab sei zu einer „Ikone des Kriegs in Gaza“ geworden, über die international berichtet worden sei, wie etwa von CNN, vom Guardian sowie von der New York Times. In Deutschland hingegen sei die Geschichte von Hind Rajab kaum bekannt, da sie nur von wenigen Medien aufgegriffen worden sei.
Im Januar 2025 erwähnte der britische Außenminister David Lammy in einer Stellungnahme zum Waffenstillstand in diesem Konflikt neben den Namen britischer Opfer ausdrücklich den Namen von Hind Rajab.
Im März des Jahres erläuterte die ehemalige BBC-Journalistin Karishma Patel, dass sie im Oktober 2024 nach rund fünf Jahren als Nachrichtensprecherin des Senders „wegen eines schockierendes Maßes an redaktioneller Inkonsistenz“ in seiner Berichterstattung über Gaza zurückgetreten sei. So habe sie der Redaktion zwei Mal vorgeschlagen, über die damals noch im Auto festsitzende Hind Rajab zu berichten, die das abgelehnt habe. Als nach dem Tod von Hind schließlich berichtet wurde, sei von „tot aufgefunden“ und nicht von „ermordet“ die Rede gewesen. In ihrer Kolumne für The Independent schrieb Patel, dass dies nicht das erste Mal sei, dass die BBC „palästinensische Kinder im Stich“ lasse. Sie bezog sich auch auf die Entscheidung des Senders, den Dokumentarfilm Gaza: How to Survive a Warzone zurückzuziehen, weil der 13-jährige Erzähler mit einem stellvertretenden Landwirtschaftsminister in Gaza verwandt war. Die BBC habe vermeiden wollen, die Botschaft, dass „Israels Aktionen palästinensischen Kindern schaden“ zu verbreiten. Diese Entscheidung, den Film nicht auszustrahlen, wurde in einem offenen Brief mit 1000 Unterschriften kritisiert, darunter von Gary Lineker und Miriam Margolyes.
Unter dem Titel The Voice of Hind Rajab (2025) verfilmte die tunesische Regisseurin Kaouther Ben Hania die Ereignisse um Rajabs Tötung.